# Typocerus serraticornis
Typocerus serraticornis är en skalbaggsart som beskrevs av Linsley och Chemsak 1976. Typocerus serraticornis ingår i släktet Typocerus och familjen långhorningar. Inga underarter finns listade i Catalogue of Life.